# Telly Savalas
Telly Savalas, pseudonimo di Aristotelis Savalas (Αριστοτέλης Σαβάλας; Garden City, 21 gennaio 1922 – Universal City, 22 gennaio 1994), è stato un attore, cantante, regista e conduttore radiofonico statunitense, noto principalmente per l'interpretazione del tenente Kojak, nell'omonima serie televisiva.

## Biografia

### Primi anni

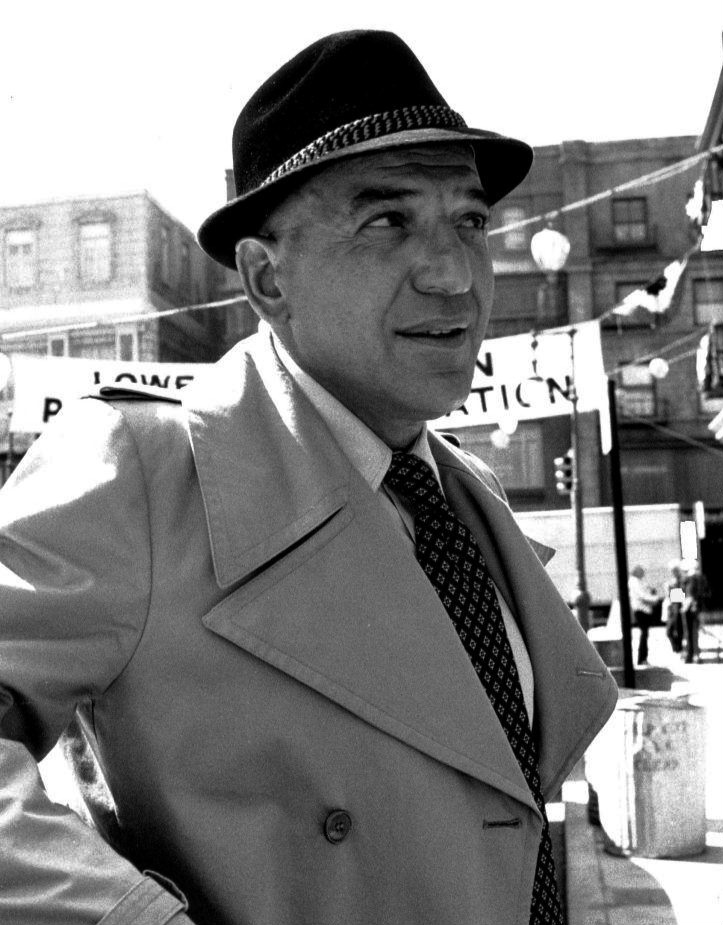
Telly Savalas nel 1973, sul set di Kojak

Savalas nacque a Garden City, nello stato di New York, il 21 gennaio 1922, secondogenito dei sette figli di Nikolaos "Nick" Savalas (1890-1949), un ristoratore statunitense, figlio d'immigrati greci originari di Ierakas, un paesino della Laconia confluito oggi nel comune di Zarakas, nel Peloponneso, e di Christina Kapsalis (1886-1973), un'artista greca originaria di Sparta, sempre nel Peloponneso. Per aiutare economicamente la famiglia, lui e suo fratello fecero lavori umili e saltuari fin da quand'erano bambini. La sua prima lingua fu il greco, la lingua che veniva adoperata in famiglia, e imparò a parlare in inglese soltanto quando incominciò a frequentare le scuole elementari. Nel 1940 conseguì il diploma presso la Sewanhaka High School a Floral Park (New York), mantenendosi frattanto come bagnino di salvataggio.
Dal 1941, durante la Seconda guerra mondiale, prestò servizio nello United States Army, fino al congedo a causa di un incidente d'auto capitatogli nel 1943, che gli costò oltre un anno di ospedale. Studiò poi produzione radiofonica e televisiva allo United States Armed Forces Institute, la scuola dell'esercito. Dopo la guerra, lavorò per il Dipartimento di Stato degli Stati Uniti come conduttore della serie Your Voice of America, e in seguito presso ABC News. Frequentava inoltre Psicologia presso la School of General Studies della Columbia University, ottenendo la laurea nel 1948. Era intenzionato a specializzarsi in Medicina, ma la sua avviata carriera radiofonica ebbe il sopravvento.

### La televisione e il cinema
All'ABC divenne produttore esecutivo di programmi sportivi. Contemporaneamente, a partire dal 1959, iniziò una carriera di caratterista di serie televisive, collezionando fino al 1967 oltre cinquanta apparizioni. Venne notato da Burt Lancaster in un episodio della serie The Witness, dove interpretava il ruolo di Lucky Luciano, e con Lancaster interpretò tre film, il primo dei quali fu Il giardino della violenza (1961). Sempre al fianco di Lancaster, nel 1963 ottenne la parte del sadico Feto Gomez in L'uomo di Alcatraz, che gli valse una candidatura all'Oscar al miglior attore non protagonista.
Successivamente interpretò Ponzio Pilato in La più grande storia mai raccontata (1965); poi fu nel cast di Quella sporca dozzina (1967), Joe Bass l'implacabile (1968) e I guerrieri (1970). In diversi film, Savalas rappresentò la quintessenza del cattivo; come esempio tipico può essere citata la sua interpretazione nel western Una ragione per vivere e una per morire (1972), di Tonino Valerii, dove recitò nel ruolo del cinico e vigliacco maggiore Ward, a fianco di James Coburn e Bud Spencer. Nello stesso anno partecipò all'horror Lisa e il diavolo di Mario Bava, che verrà distribuito nel 1975 in una nuova versione intitolata La casa dell'esorcismo, con un differente montaggio.
Nel 1973 nacque l'icona del poliziotto calvo con il lecca-lecca sempre in bocca, Theo Kojak, protagonista della serie televisiva Kojak, che esordì nel film che funge da episodio pilota Tenente Kojak il caso Nelson è tuo, prodotto dalla CBS nel 1973. La serie terminò ufficialmente nel 1978, dopo aver regalato a Savalas un Emmy Award e due Golden Globe. In diversi episodi della serie partecipò George, fratello di Savalas, nel ruolo dell'investigatore Stavros. Tra il 1985 e il 1990 furono registrati altri sette film televisivi con protagonista Savalas nel ruolo del celebre tenente.

### Altre attività
Telly Savalas fu anche regista, produttore, scrittore e giornalista. Come cantante ottenne diversi successi; fra tutti, una cover recitata della canzone If dei Bread, arrivata al n. 1 nella Hit Parade inglese nel 1975 e una versione cantata di Some Broken Hearts Never Mend, composta da Don Williams. Incise alcuni album con il compositore John Cacavas.
Onorato con una stella nella Hollywood Walk of Fame, fu voce narrante in diversi documentari e negli anni ottanta e novanta fu testimonial per la Players' Club Gold Card. Era un ottimo giocatore di poker e fu inoltre un pilota motociclistico in gare minori.

### Morte
Nel 1993 gli fu diagnosticato un tumore alla prostata, che lo condusse alla morte la mattina del 22 gennaio 1994, il giorno dopo aver compiuto 72 anni, a Universal City. È sepolto nel cimitero di Forest Lawn Memorial Park di Hollywood Hills a Los Angeles.

## Vita privata

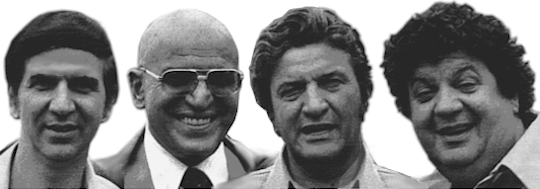
I fratelli Savalas (da sinistra a destra): Teddy, Telly, Gus e George

Savalas si sposò tre volte. Poco dopo la morte del padre, causata da un tumore maligno, si sposò con Katherine Nicolaides, la sua fidanzata ai tempi del college. Nel 1950 nacque Christina, che portava il nome della madre di Savalas. Divorziò nel 1957 e nel 1960 sposò a Garden City l'attrice teatrale Marilyn Gardner. Dalla loro unione nacquero Candace (1961) e Penelope (1963).
Nel 1969, durante le riprese di Agente 007 - Al servizio segreto di Sua Maestà, Savalas conobbe Sally Adams, che era già madre di una bambina (Nicollette Sheridan, nata nel 1963) e abbandonò la famiglia. Nel 1973 Savalas e Adams ebbero un figlio, Nick. Nello stesso anno, Savalas ottenne il divorzio da Marilyn Gardner ma non sposò Sally Adams. Julie Hovland, agente di viaggi del Minnesota, fu la sua terza moglie, con la quale ebbe altri due figli, Christian e Ariana.
Savalas era uno dei migliori amici dell'attore greco-americano John Aniston, tanto che fu padrino di sua figlia Jennifer, futura protagonista del telefilm Friends e attrice di successo.

## Filmografia parziale

### Attore

#### Cinema
- The Sin of Jesus, regia di Robert Frank (1961)
- Gangster contro gangster (Mad Dog Coll), regia di Burt Balaban (1961)
- Il giardino della violenza (The Young Savages), regia di John Frankenheimer (1961)
- Il promontorio della paura (Cape Fear), regia di J. Lee Thompson (1962)
- L'uomo di Alcatraz (Birdman of Alcatraz), regia di John Frankenheimer (1962)
- La pelle che scotta (The Interns), regia di David Swift (1962)
- Il piede più lungo (The Man from the Diner's Club), regia di Frank Tashlin (1963)
- Il granduca e mister Pimm (Love is a Ball), regia di David Swift (1963)
- Johnny Cool, messaggero di morte (Johnny Cool), regia di William Asher (1963)
- Squadra d'emergenza (The New Interns), regia di John Rich (1964)
- La più grande storia mai raccontata (The Greatest Story Ever Told), regia di George Stevens (1965)
- A braccia aperte (John Goldfarb, Please Come Home!), regia di J. Lee Thompson (1965)
- Gengis Khan il conquistatore (Genghis Khan), regia di Henry Levin (1965)
- La battaglia dei giganti (Battle Of The Bulge), regia di Ken Annakin (1965)
- La vita corre sul filo (The Slender Thread), regia di Sydney Pollack (1965)
- Beau Geste, regia di Douglas Heyes (1966)
- Quella sporca dozzina (The Dirty Dozen), regia di Robert Aldrich (1967)
- Con le spalle al muro (Sol Madrid), regia di Brian G. Hutton (1968)
- Joe Bass l'implacabile (The Scalphunters), regia di Sydney Pollack (1968)
- Buonasera, signora Campbell (Buona Sera Mrs. Campbell), regia di Melvin Frank (1968)
- Assassination Bureau (The Assassination Bureau), regia di Basil Dearden (1969)
- L'oro di Mackenna (MacKenna's Gold), regia di J. Lee Thompson (1969)
- Gangster tuttofare (Crooks and Coronets), regia di Jim O'Connolly (1969)
- Bruciatelo vivo! (Land Raiders), regia di Nathan Juran (1969)
- Agente 007 - Al servizio segreto di Sua Maestà (On Her Majesty's Secret Service), regia di Peter R. Hunt (1969)
- I guerrieri (Kelly's Heroes), regia di Brian G. Hutton (1970)
- Città violenta, regia di Sergio Sollima (1970)
- E dopo le uccido (Pretty Maids All in a Row), regia di Roger Vadim (1971)
- Una città chiamata bastarda (A Town Called Bastard), regia di Robert Parrish (1971)
- Il piccione d'argilla (Clay Pigeon), regia di Lane Slate e Tom Stern (1971)
- L'assassino... è al telefono, regia di Alberto De Martino (1972)
- La banda J. & S. - Cronaca criminale del Far West, regia di Sergio Corbucci (1972)
- I tre del mazzo selvaggio (Pancho Villa), regia di Eugenio Martín (1972)
- Horror Express, regia di Eugenio Martín (1972)
- Una ragione per vivere e una per morire, regia di Tonino Valerii (1972)
- Lisa e il diavolo, regia di Mario Bava e Alfredo Leone (1972)
- I familiari delle vittime non saranno avvertiti, regia di Alberto De Martino (1972)
- Senza ragione, regia di Silvio Narizzano (1973)
- Operazione Siegfried (Inside Out), regia di Peter Duffell (1975)
- Killer Commando - Per un pugno di diamanti (Killer Force), regia di Val Guest (1976)
- Al di là della ragione (Beyond Reason), regia di Telly Savalas (1977)
- Capricorn One, regia di Peter Hyams (1977)
- Amici e nemici (Escape to Athena), regia di George Pan Cosmatos (1979)
- L'inferno sommerso (Beyond the Poseidon Adventure), regia di Irwin Allen (1979)
- Ecco il film dei Muppet (The Muppet Movie), regia di James Frawley (1979)
- Border Crossing (The Border), regia di Christopher Leitch (1980)
- La truffa (Fake-Out), regia di Matt Cimber (1982)
- La corsa più pazza d'America n. 2 (Cannonball Run II), regia di Hal Needham (1984)
- I violentatori della notte (Faceless), regia di Jesús Franco (1987)
- Ipnosi morbosa (Mind Twister), regia di Fred Olen Ray (1994)
- Backfire!, regia di A. Dean Bell (1995)

#### Televisione
- The Aquanauts – serie TV, episodio 1x17 (1961)
- The New Breed – serie TV, episodio 1x05 (1961)
- Ben Casey – serie TV, episodio 1x12 (1961)
- The Dick Powell Show – serie TV, episodio 1x11 (1961)
- I detectives (The Detectives) – serie TV, episodio 3x10 (1961)
- Ai confini della realtà (The Twilight Zone) – serie TV, episodio 5x06 (1963)
- Indirizzo permanente (77 Sunset Strip) – serie TV, episodio 6x01 (1963)
- Dakota (The Dakotas) – serie TV, episodio 1x13 (1963)
- La legge di Burke (Burke's Law) – serie TV, episodi 1x11-1x21-2x22 (1963-1965)
- Gli inafferrabili (The Rogues) – serie TV, episodio 1x04 (1964)
- Sotto accusa (Arrest and Trial) – serie TV, episodio 1x27 (1964)
- L'ora di Hitchcock (The Alfred Hitchcock Hour) – serie TV, episodio 2x23 (1964)
- Bonanza – serie TV, episodio 6x29 (1965)
- I giorni di Bryan (Run for Your Life) – serie TV, episodio 1x04 (1965)
- Il virginiano (The Virginian) – serie TV, episodio 4x17 (1966)
- Cimarron Strip – serie TV, episodio 1x04 (1967)
- Garrison Commando (Garrison's Gorillas) – serie TV, episodio 1x01 (1967)
- Kojak – serie TV, 118 episodi (1973-1978)
- Morte sui binari (She Cried Murder), regia di Herschel Daugherty – film TV (1973)
- Il transatlantico della paura (The French Atlantic Affair), regia di Douglas Heyes – miniserie TV (1979)
- Alcatraz (Alcatraz: The Whole Shocking Story), regia di Paul Krasny – miniserie TV (1980)
- La legge di Hellinger (Hellinger's Law), regia di Leo Penn – film TV (1981)
- Il brivido dell'imprevisto (Tales of the Unexpected) – serie TV, episodio 4x12 (1981)
- Donna di cuori (The Cartier Affair), regia di Rod Holcomb – film TV (1984)
- Love Boat – serie TV, episodi 8x19-8x20 (1985)
- Quella sporca dozzina - Missione mortale (The Dirty Dozen: The Deadly Mission), regia di Lee H. Katzin – film TV (1987)
- Quella sporca dozzina - Missione nei Balcani (The Dirty Dozen: The Fatal Mission), regia di Lee H. Katzin – film TV (1988)
- Hollywood Detective (The Hollywood Detective), regia di Kevin Connor – film TV (1989)

### Regista
- Report to New York – serie TV (1959)
- Kojak – serie TV, 5 episodi (1974-1978)
- Al di là della ragione (Beyond Reason) (1985)

### Sceneggiatore
- Al di là della ragione (Beyond Reason) (1985)

### Doppiatore
- GoBots: Battle of the Rock Lords, regia di Don Lusk e Ray Patterson (1986)

## Riconoscimenti
- Premio Oscar

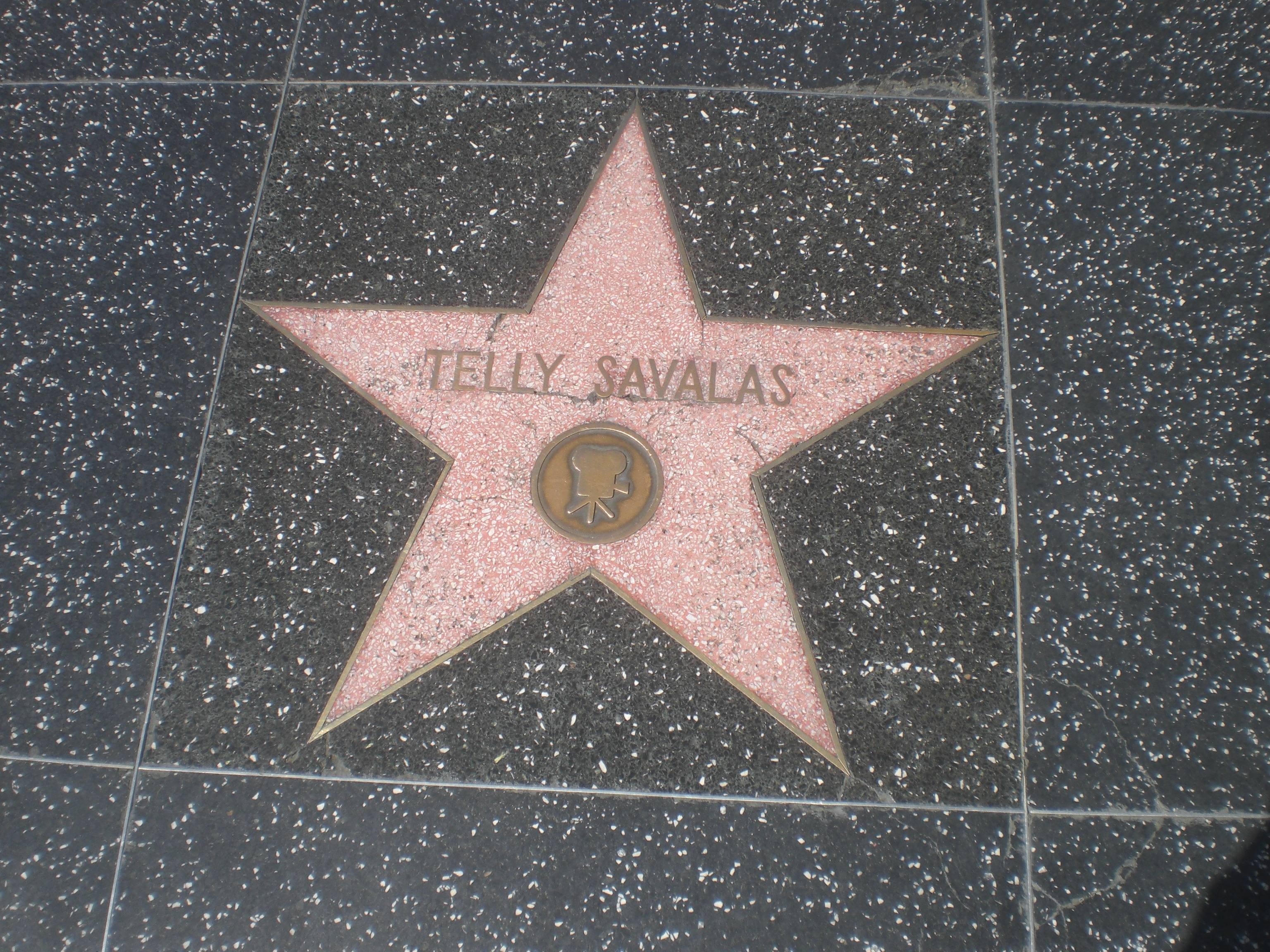
La stella di Savalas sulla Hollywood Walk of Fame

  - 1963 – Candidatura al miglior attore non protagonista per L'uomo di Alcatraz
- Bambi
  - 1975 – Vinto
- Hollywood Walk of Fame
  - 1983 – Stella
- Primetime Emmy Awards
  - 1974 – Migliore attore protagonista in una serie drammatica per Kojak

## Doppiatori italiani
Nelle versioni in italiano dei suoi lavori, Telly Savalas è stato doppiato da:
- Renato Turi ne Il giardino della violenza, Il promontorio della paura, Johnny Cool, messaggero di morte, La più grande storia mai raccontata, Gengis Khan il conquistatore, La vita corre sul filo, Joe Bass l'implacabile, Buonasera, signora Campbell, L'oro di Mackenna, Agente 007 - Al servizio segreto di Sua Maestà<[N 3], I tre del mazzo selvaggio, Senza ragione
- Glauco Onorato in L'uomo di Alcatraz, I guerrieri, Kojak (ep. 1x01), Capricorn One
- Lino Troisi in Kojak, Kojak: Assassino a piede libero, Kojak: Scatole cinesi, Border Crossing
- Renzo Palmer in Bruciatelo vivo!, Una ragione per vivere e una per morire, Amici e nemici
- Vittorio Di Prima in Al di là della ragione, Il brivido dell'imprevisto, La truffa
- Antonio Guidi in Città violenta, I familiari delle vittime non saranno avvertiti
- Pino Locchi in Lisa e il diavolo, La casa dell'esorcismo
- Renato Mori in Operazione Siegfried, Hollywood Detective
- Sergio Tedesco in La battaglia dei giganti
- Corrado Gaipa in Quella sporca dozzina
- Giorgio Piazza in Assassination Bureau
- Vittorio Sanipoli in Una città chiamata bastarda
- Sergio Rossi in L'assassino... è al telefono
- Enzo Tarascio in La banda J. & S. - Cronaca criminale del Far West
- Elio Zamuto in Horror Express
- Bruno Alessandro in Killer Commando - Per un pugno di diamanti
- Germano Longo in L'inferno sommerso
- Pietro Biondi in La corsa più pazza d'America 2
- Giancarlo Padoan in Ipnosi morbosa

## Discografia parziale

### Album
- 1972 – This Is Telly Savalas...
- 1975 – Telly Savalas
- 1975 – Telly Savalas Radio Special Self Portrait
- 1974 – Telly
- 1976 – Who Loves Ya Baby
- 1980 – Sweet Surprise

### Raccolte
- 1980 – The Best of Kojak
- 1980 – Some Broken Hearts Never Mend
- 1990 – 16 Original World Hits